# Q (James Bond)
Q (od ang. Quartermaster - kwatermistrz) – fikcyjna postać z książek i filmów o Jamesie Bondzie. Jest szefem „Q Branch”, fikcyjnego wydziału naukowo-rozwojowego brytyjskiego wywiadu.
W powieściach Iana Fleminga postać ta pojawia się zwykle przelotnie, lecz została rozwinięta w serii filmów. Q pojawia się również w powieściowych kontynuacjach autorstwa Johna Gardnera oraz Raymonda Bensona. Występuje w zdecydowanej większości produkcji filmowych z Bondem w roli głównej. Wyjątki: Doktor No (1962), Żyj i pozwól umrzeć (Live and Let Die, 1973), Casino Royale (2006) oraz Quantum of Solace (2008).

## Major Boothroyd
Historia Q jest dość skomplikowana. W powieściach Fleminga istnieje wiele odniesień do „Q Branch” oraz do „Rzemieślników Q” w Pozdrowieniach z Rosji. W szóstej książce, Doktorze No, po raz pierwszy pojawia się zbrojmistrz służb wywiadowczych, Major Boothroyd. Fleming nazwał tak postać inspirując się Geoffreyem Boothroydem, ekspertem militarnym żyjącym w szkockim Glasgow. Boothroyd ukazuje się też okazjonalnie w bondowskich powieściach Gardnera, choć wolał on skupiać się na nowej postaci Q.
W filmach Major Boothroyd „zadebiutował” już w Doktorze No, następnie pojawił się w Pozdrowieniach z Rosji, jednak w obu produkcjach był grany przez różnych aktorów. W Goldfingerze i każdej kolejnej części serii Boothroyd jest raczej nazywany „Q”, jedynie w Szpiegu, który mnie kochał w jednym z dialogów jest po raz kolejny określany jako major Boothroyd.

### Peter Burton jako major Boothroyd
W pierwszym z oficjalnych filmów wytwórni EON, Doktorze No (1962), w rolę Majora Boothroyda wcielił się Peter Burton. W jedynej scenie, w której się pojawia, odbiera Bondowi Berettę.25 i wręcza mu Walthera PPK.

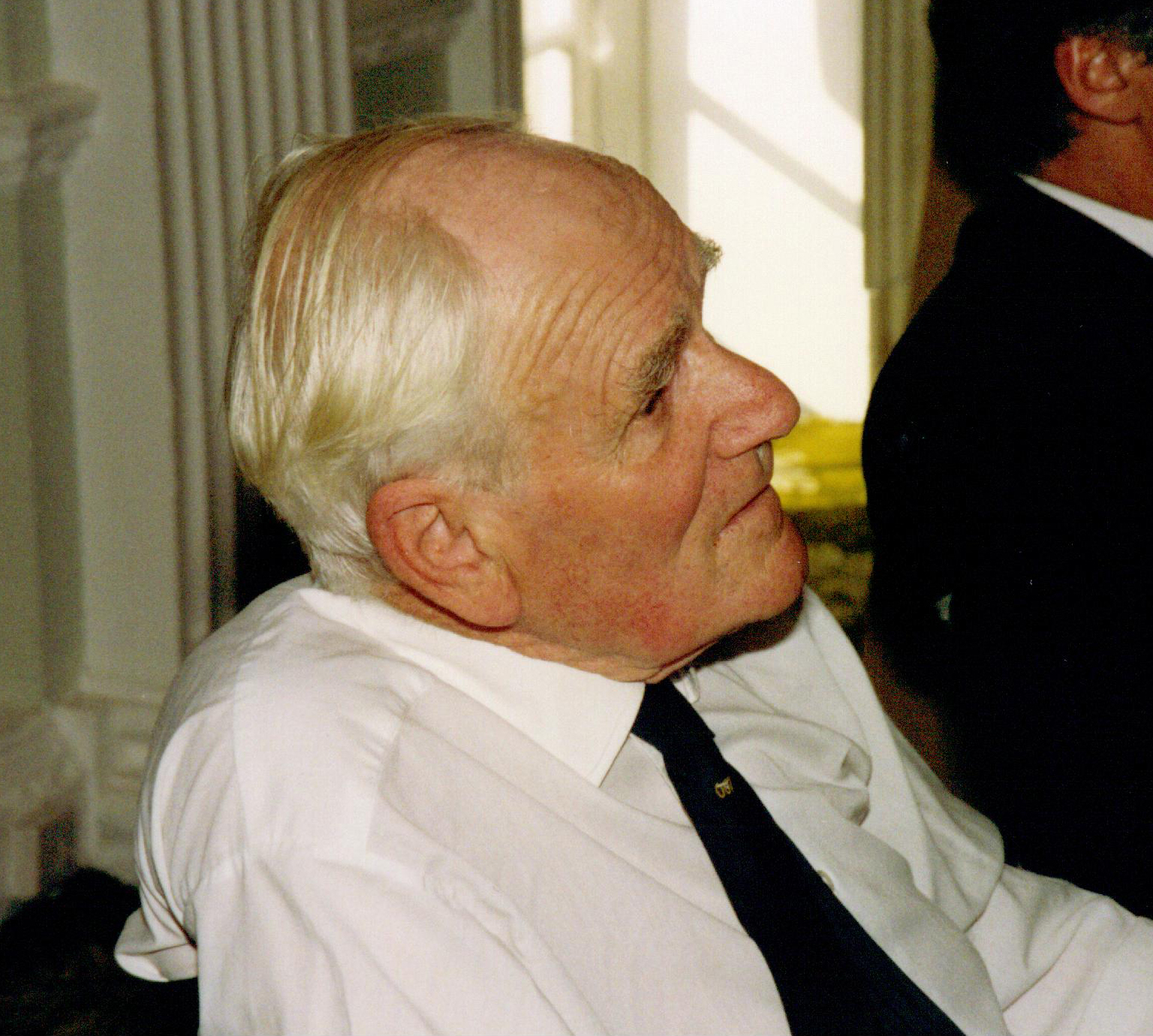
Desmond Llewelyn, aktor najdłużej wcielający się w rolę Q

### Desmond Llewelyn jako Q (Major Boothroyd)
W związku z konfliktami dotyczącymi harmonogramu, Peter Burton poprzestał na jednym filmie, zaś jego miejsce zajął Desmond Llewelyn. Odgrywał on rolę Q przez 36 lat, od Pozdrowień z Rosji (1963) do Świat to za mało (1999), nie licząc absencji w Żyj i pozwól umrzeć (1973). Boothroyd przygotowywał się do przejścia na emeryturę w Świat to za mało. Następuje to w Śmierć nadejdzie jutro (2002 – wtedy Desmond Llewelyn już nie żyje), jednak fakt śmierci Boothroyda nadal wymaga potwierdzenia. Pomimo tego, że łączny czas spędzony na ekranie w filmach o Bondzie wyniósł niewiele ponad pół godziny, Llewelyn stał się najbardziej stałym i niezmiennym elementem w tych filmach.

### John Cleese jako Q i R
W filmie Świat to za mało pojawia się asystent Majora Boothroyda grany przez Johna Cleese’a. Jego prawdziwe nazwisko ani nie jest znane; Bond nazwał go żartobliwie "R".
Początkowo przedstawiany jako tępy i niezdarny, R w chwili awansu na status Q staje się coraz bardziej podobny do swego poprzednika. Obaj prezentują niemal identyczne nastawienie do swej pracy zawodowej.

### Ben Whishaw jako Q
W filmie Skyfall pojawia się młody geniusz komputerowy, grany przez Bena Whishawa. Początkowa wzajemna nieufność z Bondem zaczyna się przeradzać w obustronny szacunek.

## Sprzęt
- Trikowa walizka (Pozdrowienia z Moskwy)
- Samochód Aston Martin DB5 z katapultowanym siedzeniem (Goldfinger)
- Wiatrakowiec Little Nellie – Mała Nellie (Żyje się tylko dwa razy)
- Podwodny samochód Lotus Esprit Wet Nellie (Szpieg, który mnie kochał)
- Mini-jet AcroStar (Ośmiorniczka)
- Przenośny radioodbiornik z wyrzutnią rakiet, nieużywany przez Bonda (W obliczu śmierci)
- Pióro-granat (GoldenEye)
- Samochód BMW Z3 (GoldenEye)
- Zdalnie sterowany samochód BMW serii 7 (Jutro nie umiera nigdy)
- Samochód Aston Martin V12 Vanquish z opcją aktywnego kamuflażu (Śmierć nadejdzie jutro)
- Zegarek z elektromagnesem Casio
- Zegarek bomba (Spectre)